# Боктерлі
Боктерлі́ (каз. Бөктерлі) — село у складі Єскельдинського району Жетисуської області Казахстану. Входить до складу Кокжазицького сільського округу.
До 2007 року село називалося Малогоровка.
Населення — 206 осіб (2021; 202 у 2009, 241 у 1999, 291 у 1989).